# Ernie Chan
Ernesto "Ernie" Chan (27 de julio de 1940– 16 de mayo de 2012),
y en ocasiones también Ernie Chua, fue un dibujante y entintador de cómics filipino-estadounidense, conocido por su trabajo para las compañías DC y Marvel Comics, incluyendo multitud de entregas de la serie Conan el Bárbaro.

## Biografía
Chan emigró a Estados Unidos en 1970 y se nacionalizó en 1976. Durante años firmó como Ernie Chua.

## Obra
Su trabajo como dibujante de cómics se compone de:

### DC
- Adventure Comics (Spectre) #437-438; (Seven Soldiers of Victory) #441 (1975)
- Batman #262-264, 267, 269-270, 273-283 (1975–77)
- Captain Carrot #18 (1983)
- Claw the Unconquered #1-7 (1975–76)
- Dark Mansion of Forbidden Love (luego, Forbidden Tales of Dark Mansion) #4, 8 (1972)
- DC Special Series (Tales of the Unexpected) #4 (1977)
- Detective Comics (Elongated Man) #444; (Batman) #447-449, 451-453, 456, 460-466 (1975–76)
- G.I. Combat #209 (1978)
- Ghosts #4, 10-11, 14, 21, 27, 30, 70 (1972–78)
- House of Mystery #203, 251, 254-257, 290 (1972–81)
- House of Secrets #117, 124, 126, 129, 133, 137, 141, 143-144, 147-148 (1974–77)
- Joker #3 (1975)
- Jonah Hex #6-9 (1977–78)
- Kamandi #49 (1977)
- Sandman #2-3 (1975)
- Secret Society of Super-Villains #4 (1976)
- Secrets of Haunted House #1, 5 (1975)
- Secrets of Sinister House #16 (1974)
- Superman (Fabulous World of Krypton) #282 (1974)
- Swamp Thing #24 (1976)
- Tales of Ghost Castle #3 (1975)
- Teen Titans (Lilith) #43 (1973)
- The Unexpected #134, 146, 149, 151, 170, 182, 188 (1972–78)
- Weird Mystery Tales #14 (1974)
- Weird War Tales #17, 24, 26, 29-30, 42, 44, 49, 53-54, 58-59 (1973–78)
- Witching Hour #40, 62 (1974–76)
- World's Finest Comics (Superman & Batman) #242 (1976)

### Marvel
- Chamber of Chills #3 (1973)
- Conan the Barbarian (arte completo): #87, Annual #9-11 (1978); (solo entintado): #26-36, 40-43, 70-86, 88-118, 131, 134, 142, 144, 147-153, 156-157, 168, 175, 177-178, 181-185, 187-190, 249-250, 252, 254  (1973–92)
- Doc Savage #8 (1977)
- Haunt of Horror #1 (1974)
- King Conan #5, 10 (1981–82)
- Kull the Conqueror, vol. 2, #4 (1984)
- Kull the Destroyer (previamente Kull the Conqueror, vol. 1) #21-29 (1977–78)
- Marvel Comics Presents #65 (1990)
- Marvel Two-in-One #35-36 (1978)
- Power Man and Iron Fist #94-100 (1983)
- Savage Sword of Conan #29, 35, 59, 68-69, 71, 76, 87, 111, 113, 116, 119, 122-123, 125, 137, 155, 158, 160-161, 164, 173, 177, 179, 183, 185, 187, 211-212, 214, 227 (1978–94)
- Spider-Woman #29 (1980)
- Tales of the Zombie #4 (1974)
- Thor #336 (1983)